# 山海塾
山海塾（さんかいじゅく）は、1975年に設立された天児牛大（あまがつ うしお）主宰の舞踏グループ。1980年に海外公演を開始して以来、世界48ヶ国のべ700都市以上で公演を行っている。
パリの市立劇場 テアトル・ド・ラ・ヴィルを拠点として、新作を発表し続けている。

## 歴史

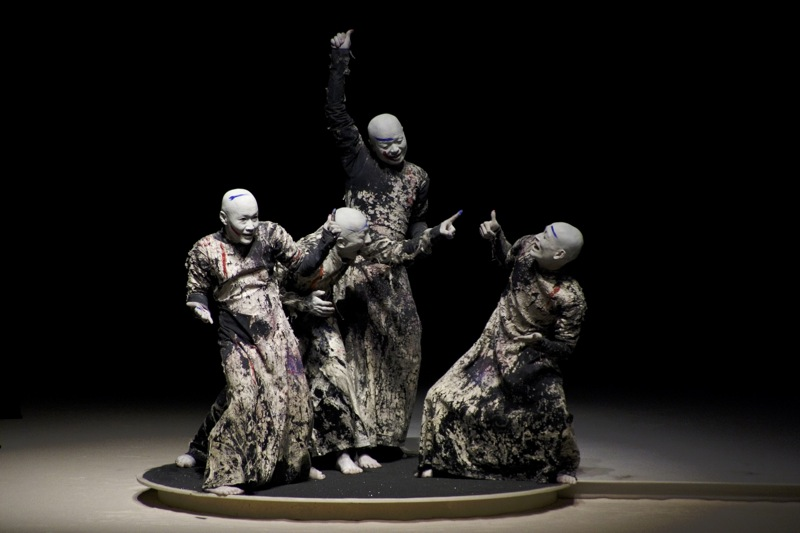
セルバンティーノ国際芸術祭でパフォーマンスする山海塾。

- 1975年、天児牛大によって創設。設立当時天児は麿赤児率いる大駱駝艦のメンバーでもあり、大駱駝艦舞踏山海塾で公演を行っていた。
- 1977年、旗揚げ公演『アマガツ頌』。
- 1978年、記念碑的作品となる『金柑少年』 を日本消防会館にて初演、その後2年間、学園祭（筑波大学、同志社大学）を中心とするツアーをスタート。
- 1979年、野外作品：『処理場』を発表。この時期から海外公演の準備を開始。
- 1980年4月 パリ、フォーラム・デ・アルでの野外イベントから海外ツアーをスタート。劇場向け作品『金柑少年』の初演はナンシー国際演劇祭となる。年間で5ヶ国34都市115公演を行い、観客動員は3万人を超えた。
- 1982年、作品『縄文頌』以降、パリ市立劇場と山海塾の共同プロデュースという形で初演が行われるようになる。
- 1985年、アメリカ・シアトル公演中に、設立以来の主要メンバーであった高田悦志がビルの6階（約20m）からロープだけでぶら下がるパフォーマンスをしていた際にロープが切れ、転落死する事故が起こった。
- 1986年、山口小夜子と共に、横須賀功光の撮影による写真集『月 小夜子／山海塾』を発表。
- 2010年、初演『から・み』はパリ市立劇場全8公演が初日前に完売する。

### 作品歴
- アマガツ頌（1977年）
- 金柑少年（1978年）
- 処理場（1979年）
- 漠紀（1981年）初演：アヴィニョン演劇祭
- 縄文頌（1982年）パリ市立劇場テアトル・ド・ラ・ヴィルとの共同プロデュース
- 熱の型（1983年）パリ市立劇場テアトル・ド・ラ・ヴィルとの共同プロデュース
- 卵を立てることから―卵熱（1986年）パリ市立劇場テアトル・ド・ラ・ヴィルとの共同プロデュース
- 闇に沈む静寂―しじま（1988年）パリ市立劇場テアトル・ド・ラ・ヴィルとの共同プロデュース
- そっと触れられた表面―おもて（1991年）共同プロデュース：パリ市立劇場／銀座セゾン劇場／山海塾
- 常に揺れている場のなかで―ゆらぎ（1993年）共同プロデュース：パリ市立劇場／銀座セゾン劇場／フランス国立現代舞踊センター・アンジェ／山海塾
- ゆるやかな振動と動揺のうちに―ひよめき（1995年）共同プロデュース：パリ市立劇場、共同プロデュース：パリ市立劇場／銀座セゾン劇場／サンカンタン・アン・イブリンヌ国立劇場／山海塾、協力：フランス国立現代舞踊センター・アンジェ
- 遥か彼方からの―ひびき（1998年）共同プロデュース：パリ市立劇場／アイオワ大学ハンチャーオーディトリアム／びわ湖ホール／山海塾、協力：フランス国立現代舞踊センター・アンジェ
- かがみの隠喩の彼方へ―かげみ（2000年）共同プロデュース：パリ市立劇場／財団法人びわ湖ホール／山海塾、協力：フランス国立現代舞踊センター・アンジェ
- 仮想の庭―うつり（2003年）共同プロデュース：パリ市立劇場／財団法人びわ湖ホール／山海塾、協力：フランス国立現代舞踊センター・アンジェ
- 時のなかの時―とき（2005年）共同プロデュース：パリ市立劇場／北九州芸術劇場／山海塾
- 金柑少年（リ・クリエーション：2005年）1978年作品の再創作。天児牛大が踊ったソロパートを若手3人が分担し、天児自身は踊り手として出演しない。
- 降りくるもののなかで―とばり（2008年）共同プロデュース：パリ市立劇場／北九州芸術劇場／山海塾
- あわせ鏡のはざまで―うつし（2008年）共同プロデュース：フランス国立シャトーバロン文化創造普及センター／山海塾、過去の諸作品の群舞パートをもとにしたコラージュ作。
- 二つの流れ―から・み（2010年）共同プロデュース：パリ市立劇場／北九州芸術劇場／山海塾
- 歴史いぜんの記憶―うむすな（2012年）共同プロデュース：リヨン・ダンス・ビエンナーレ／パリ市立劇場／北九州芸術劇場／山海塾
- 海の賑わい 陸（オカ）の静寂―めぐり（2015年）共同プロデュース：北九州芸術劇場 / パリ市立劇場 / エスプラネイド－シアターズ・オン・ザ・ベイ / 山海塾

## 受賞歴
『金柑少年』
- 1982年（ドイツ）ミュンヘンのフェスティバルにて、TZ新聞社よりローズ賞。
- 1982年（ユーゴスラビア）ベオグラード国際演劇フェスティバルにおいてグランプリ。

『遥か彼方からの―ひびき』
- 2002年（英国）ローレンス・オリヴィエ賞最優秀新作ダンス作品賞受賞。2001年5月 サドラーズウェルズ劇場で上演。

日本国内
- 1995年、外務大臣表彰。
- 2001年、第33回舞踊批評家協会賞を受賞。「新作『かがみの隠喩の彼方へーかげみ』を含む6作品の一挙上演を行い、舞踏による表現の奥行きの深さを示した成果」への授与。
- 2007年、『時のなかの時―とき』が朝日舞台芸術賞グランプリ、および、キリンダンスサポートを受賞。
- 2013年、国際交流基金賞を受賞。

## 映像作品
- DVD「卵熱 卵を立てることから」2007年
- DVD「HIBIKI」2009年
- DVD「KAGEMI」2013年

## 写真集
- 撮影・Guy Delahaye「SANKAI JUKU」2000年、Actes Sud社

## 文献・写真集・その他資料
- 写真集 "Sankai Juku"  写真：Guy Delahaye、Actes Sud 社、2000年
- 「データブック 山海塾2001 創立25周年記念オリジナルミニパンフレット」2001年、山海塾
- 「山海塾 ホワイトプログラム 2006」2006年、山海塾。カラーパンフレット。
- 『オピネルと孔雀の日 山海塾初めてのワールドツアードキュメントストーリー』吉川洋一郎/幻冬舎ルネッサンス 筑波大学在籍中より山海塾全作品の音楽制作にかかわってきた著者が、最初の海外ツアーを回想。

## テレビ等による放映、ドキュメンタリーなど
- ドキュメント『山海塾』（60分）フランス公共放送アンテンヌ2（当時）にて、1983年11月放映。その他イギリスBBC及びチャンネル4、ポーランド国営放送、ドイツ国営放送、オランダ国営放送、イスラエル国営放送、ユーゴスラビア国営放送ほか。
- 1984年『縄文頌』NHK芸術劇場にて放映。
- 1987年『卵を立てることから』NHK芸術劇場にて放映。
- 1986年、ヴィデオテック・ド・パリにて、『卵を立てることから』放映